# جامعة بولونيا
جامعة بولونيا (بالإيطالية:Università di Bologna) هي جامعة حكومية في بولونيا وأقدم جامعة في أوروبا، تأسست عام 1088. جامعة بولونيا هي أيضاً ثاني أكبر جامعة في إيطاليا بعد جامعة لا سابينزا في روما. على الرغم من أنّ كلية القسطنطينية في الإمبراطورية البيزنطية تعتبر أقدم مؤسسة تعليم عالي في التاريخ، الا أنّ جامعة بولونيا تعتبر وفقًا للمؤرخين أقدم جامعة بالمفهوم الحديث للتعليم العالي. وكانت الجامعة بدأت كمدرسة كاتدرائية أو مدرسة رهبانية مرتبطة بالكنيسة الكاثوليكية ثم سرعان ما انفصلت مع زيادة عدد الطلاب.
يوجد في 23 كلية نحو 100.000 من الطلبة المسجلين. منذ عام 1989 تشغل الجامعة إلى جانب مقرها في بولونيا أقسام أخرى أيضاً في تشيزينا، فورلي، رافينا، وريميني. وفي عام 1998 تم فتح فرع لها في بوينس آيرس.
الأساتذة المشهورين في هذه الجامعة هم رومانو برودي، وأومبيرتو إكو. كان دانتي أليغييري وفرانشيسكو بتراركا قد أمضوا فترات الدراسة أيضاً في جامعة بولونيا. تقدم الجامعة مواد دراسية في الزراعة والفن والعلوم والهندسة والقانون والرياضيات والطب والصيدلة وتدريب المهندسين والطب البيطري. من الجدير بالذكر أن جامعة بولونيا هي أول جامعة في العالم تمنح الدرجة العلمية «الدكتوراه» وكان ذلك في عام 1219.
جامعة بولونيا من الجامعات الأعضاء باتحاد الجامعات المتوسطية (يونيميد).

## رابع جامعة عالمية
كانت جامعة بولونيا هي أول جامعة تبنى في أوروبا، حيث بنيت عام 1088، والثلاثة جامعات التي سبقتها هي [1]: جامع القرويين بالمغرب (بني عام 859 ميلادي)، الجامع الأزهر (أسس عام 970 م)، والمدرسة النظامية في بغداد ، بالعراق (أسس عام 1065 م). ثم تلت جامعة أكسفورد التي بنيت عام 1096 في إنجلترا.

## من مشاهير الخريجين
- البابوات إينوسنت التاسع وإسكندر السادس وغريغوري الخامس عشر
- كورادو جيني
- مازن عصفور: ناقد فني أردني

## من مشاهير الأساتذة
- آلبرخت دورر
- أومبرتو إكو
- باراسيلسوس
- بيكو ديلا ميراندولا
- بيلجرينو روسي
- بيير باولو بازوليني
- جوزويه كاردوتشي
- جويدو جوينيزلي
- جيرولامو كاردانو
- جيوفاني كاسيني
- دانتي أليغييري
- رومانو برودي
- غولييلمو ماركوني
- فرانشيسكو بتراركا
- كارلو جولدوني
- كاميلو غولجي
- لورا باسي
- لويجي جلفاني
- ليون باتيستا ألبيرتي
- مارتشيلو ملبيغي
- ماريا غايتانا أنيزي
- نيكولاس كوبرنيكوس
- وليم الصوري

## وصلات خارجية
- موقع الجامعة (باللغات الإنجليزية، والإيطالية، والصينية)